# 에스페란사 미아
《에스페란사 미아》(스페인어: Esperanza mía)는 2015년 방영된 아르헨티나의 텔레노벨라이다.

## 캐스트
- 마리아노 마르티네스 - 후리아 알바라신
- 랄리 에스포시토 - 토마스 오르티스
- 아나 마리아 피치오 - 콘셉시온
- 카롤라 레이나 - 베아트리스
- 페데리코 디엘라 - 호르헤 코레아
- 토마스 폰시 - 멕시모 오르티스
- 앙헬라 토레스 - 롤라 피오레
- 리타 코르테나 - 헤노베바
- 가브리엘라 토스카노 - 클라라 안셀모